# Посольство Франции в Молдове
Посольство Франции в Молдавии (фр. Ambassade de France en Moldavie, рум. Ambasada Franței în Moldova) — дипломатическое представительство Франции в Молдавии.

## Посольство
Здание находится в столице Молдавии, Кишинёве, по адресу улица Букурешть, дом 98. Так же присутствует Консульский отдел.

## История
Отношения стран начали укрепляться в период Возрождения. Французские купцы прибывали в Дунайские княжества, в том числе и в Молдавское, а молдавские бояре часто имели французов в подчинении. Так же росло число молдавских студентов в Париже.
Во времена существования Молдавской Демократической Республики Франция отправляла свои войска для помощи в Первой мировой войне.
В XX веке Франция имела отношения с Молдавской Советской Социалистической Республикой как с одной из республик СССР.
После распада Советского Союза Франция создала посольство в Кишинёве в 1992 году. В свою очередь Молдавия создала посольство в Париже после визита президента страны Лучинского во Францию.

## Послы Франции в Молдавии
| Вступил в должность | Покинул должность | Посол                  |
| ------------------- | ----------------- | ---------------------- |
| 1992                | 1996              | Пьер Морель            |
| 1996                | 1998              | Серж Смессов           |
| 1998                | 2003              | Доминик Газуй-Фромагет |
| 2003                | 2007              | Эдмонд Пабукджан       |
| 2007                | 2011              | Пьер Андрие            |
| 2011                | 2014              | Герард Гиллонеау       |
| 2014                | 2017              | Паскаль Вагогне        |
| 2017                | 2021              | Паскаль Ле Деунфф      |
| 2021                | н. в.             | Грэхэм Пол             |